# Louise Beaudet (conservatrice)
Pour les articles homonymes, voir Louise Beaudet.
Louise Beaudet est une conservatrice québécoise et historienne du cinéma d'animation née en 1927 et décédée le 3 janvier 1997,,,. Elle a été la première conservatrice du cinéma d’animation à la Cinémathèque québécoise, de 1973 à 1996,,.

## Biographie

### Débuts
En 1967, Louise Beaudet est embauchée comme coordonnatrice de la Rétrospective mondiale du cinéma d'animation, organisée en marge de l'Expo 67 par le Festival international du film de Montréal. Dans le cadre de cette expérience, elle fait connaissance avec plusieurs personnalités de l'animation, depuis les pionniers jusqu'aux jeunes artistes.
L'année suivante, elle fait son entrée à la Cinémathèque canadienne (future Cinémathèque québécoise) à titre de secrétaire de direction de septembre 1968 à juin 1971. Elle occupe le poste de directrice générale de février 1972 à 1973, à la suite de la démission de la directrice générale Françoise Jaubert en janvier 1972,.

### Conserver et diffuser le cinéma d'animation international
En 1973, Beaudet devient la première conservatrice du cinéma d'animation à la Cinémathèque québécoise. En poste pendant 28 ans, elle y instaure une collection de cinéma d'animation de quelque 5 000 œuvres et organise divers programmes voués à faire découvrir l'animation auprès du public québécois,,,. 
Elle effectue un important travail de mise en valeur des œuvres de cinéastes internationaux tels que Charley Bowers,,, Lou Bunin (en),, et Segundo de Chomón, et canadiens dont Raoul Barré,. Elle organise par ailleurs la rétrospective consacrée à ce dernier au Festival international du film d'animation d'Ottawa en 1976. En 1980, Raymond Borde, de la Cinémathèque de Toulouse, et elle publient un ouvrage faisant état de leurs recherches biographiques et filmographiques concernant le pionnier du cinéma d'animation Charley Bowers. Spécialiste reconnue internationalement dans son domaine, elle publie de nombres textes historiques, essais et monographies qui documentent l'art du cinéma d'animation. 

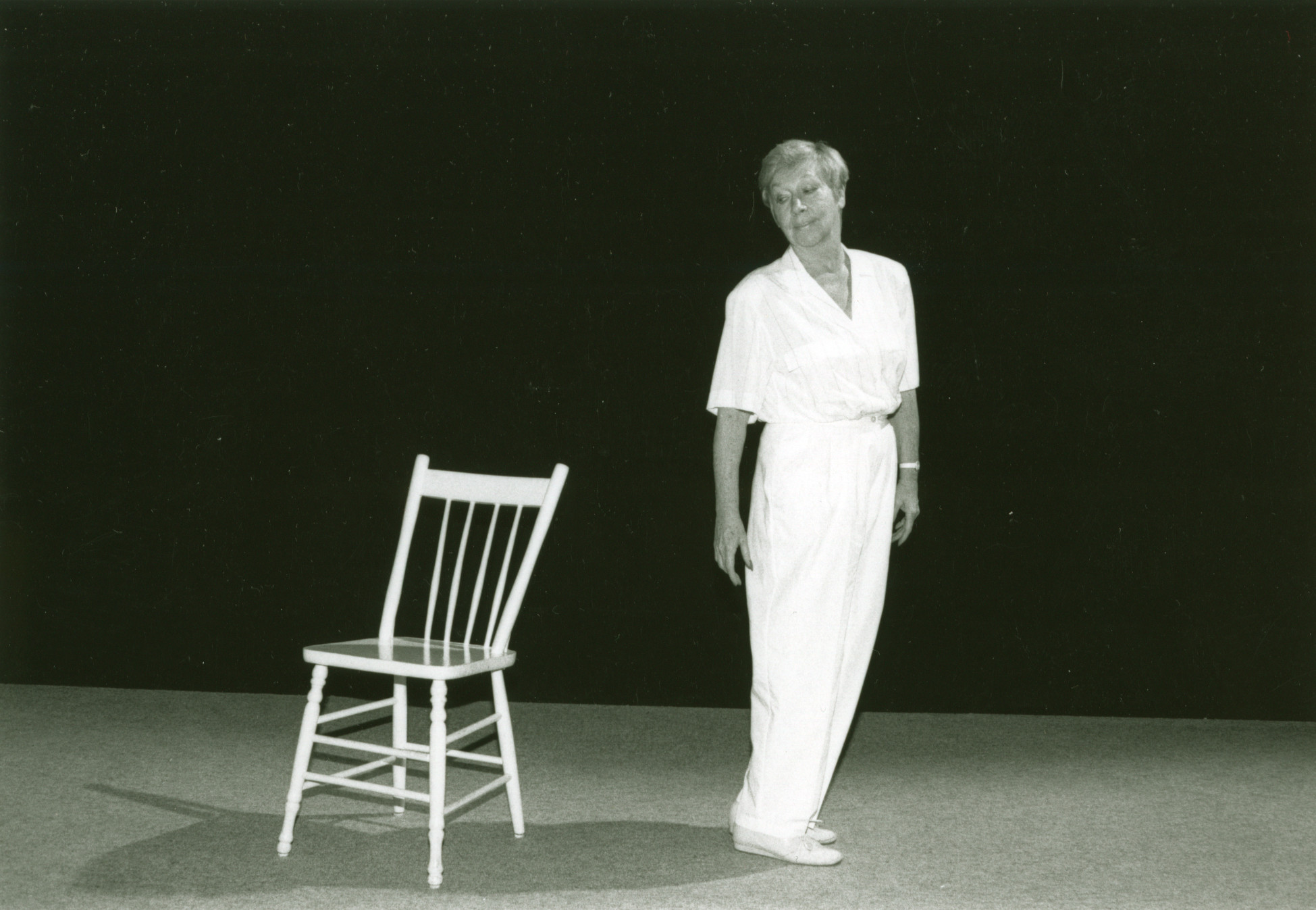
Hommage à Norman McLaren réalisé par Louise Beaudet ca. 1988.

Beaudet siège sur de nombreux jurys internationaux et organise des expositions et rétrospectives sur le cinéma d’animation au sein d’institutions majeures. En 1981, le Musée d'art moderne de New York lui confie la programmation des films d'animation dans le cadre de la rétrospective organisée pour les 40 ans de l'Office national du film du Canada. Pour cet événement d'envergure, elle prépare une vingtaine de programmes thématiques et historiques de films produits par les studios francophones et anglophones,. En 1985, elle est invitée à intégrer le Jury officiel du Festival international du film d'animation d'Annecy auprès de Stanislas Sokolov, Jan Svankmajer, Michel Ciment, Benny Carter et Michel Ocelot.  
Investie dans le maillage et la concertation des milieux de l'animation au Québec, au Canada et à l'international, elle fonde le chapitre canadien de l'Association Internationale du Film d'Animation (ASIFA-Canada) dont elle occupe la présidence de 1980 à 1990,.  
Au cours de sa carrière, elle reçoit plusieurs prix soulignant son apport significatif dans le domaine du cinéma d'animation. En 1986, elle est couronnée lauréate du Prix ASIFA, qui reconnait une implication importante pour la promotion et la préservation du cinéma d'animation. En janvier 1995, elle est la première récipiendaire du prix ASIFA-East, qui reconnait la contribution de personnes qui ont voué leur vie à la mise en valeur du cinéma d'animation indépendant,. Puis, en 1996, on lui remet le prix honorifique Heritage Norman-McLaren pour son dévouement avéré pour le cinéma d'animation lors du Festival international d'animation d'Ottawa,,. 

## Expositions
- L'art du cinéma d'animation, Musée des beaux-arts de Montréal, 1982.
- De la fine pointe à la pointe fine, Cinémathèque québécoise, 1993.

## Distinctions

### Récompenses
- 1986 : Lauréate du Prix ASIFA
- 1995 : Prix ASIFA-East

- 1996 : Prix honorifique Heritage Norman-McLaren

### Hommages
La Cinémathèque québécoise lui dédie l'un de ses espaces qu'elle baptise en son nom pour honorer sa mémoire.

## Articles et ouvrages
- Beaudet, Louise. L'art du cinéma d'animation ; The Art of Animated Films. Montréal : Musée des Beaux-Arts, 1982, 98p.
- Beaudet, Louise ; Martin, André. In Search of Raoul Barré ; Barré l'introuvable. Montréal : Cinémathèque québécoise, 1976, 16p.
- Beaudet, Louise. À la recherche de Segundo de Chomon, pionnier du cinéma ; In Search of Segundo de Chomon, Cinema Pioneer. Annecy : Centre International du cinéma d'animation, 1985, 41, 36p.
- Beaudet, Louise ; Véronneau, Pierre. Actualité du cinéma bulgare / recherche et textes, Pierre Véronneau; avec le concours de Louise Beaudet pour l'animation. Montréal : Cinémathèque québécoise, 1978, 15p.
- Beaudet, Louise ; Carrière, Louise. Femmes et cinéma québécois / Louise Carrière; avec la collaboration de Louise Beaudet, et al... Montréal : Boréal Express, 1983, 282p.
- Beaudet, Louise. Landmarks in Animation. Direction (Londres), novembre 1987, pp.46-47.
- Beaudet, Louise. Émile Cohl chez Gaumont. La Revue de la Cinémathèque (Montréal), 31, novembre-décembre 1994, pp.10-12.
- Beaudet, Louise. L'animation à l'ONF. Copie Zéro (Montréal), 2, mai 1979, pp.3-4.
- Beaudet, Louise. La télévision, l'animation et le mouvement suisse. Copie Zéro (Montréal), 17/18, octobre 1983, pp.5-7.
- Beaudet, Louise ; Hébert, Pierre. Le temps des adieux. Montréal, Asifa Canada (Montréal), 12, 2, août 1984, pp.10-12.
- Borde, Raymond ; Beaudet, Louise. Du nouveau sur Charley Bowers. Perpignan, Archives (Perpignan), 3, janvier - février 1987, pp.1-12.
- Beaudet, Louise ; Raymond Borde (dir). Charles R. Bowers ou le mariage du slapstick et de l'animation. Les Dossiers de la Cinémathèque (8), 1980. 47p.
- Beaudet, Louise. Du côté de l'animation. La Revue de la Cinémathèque (Montréal), 11, mai-juin 1991, p.30.